# سدنا (إلهة)

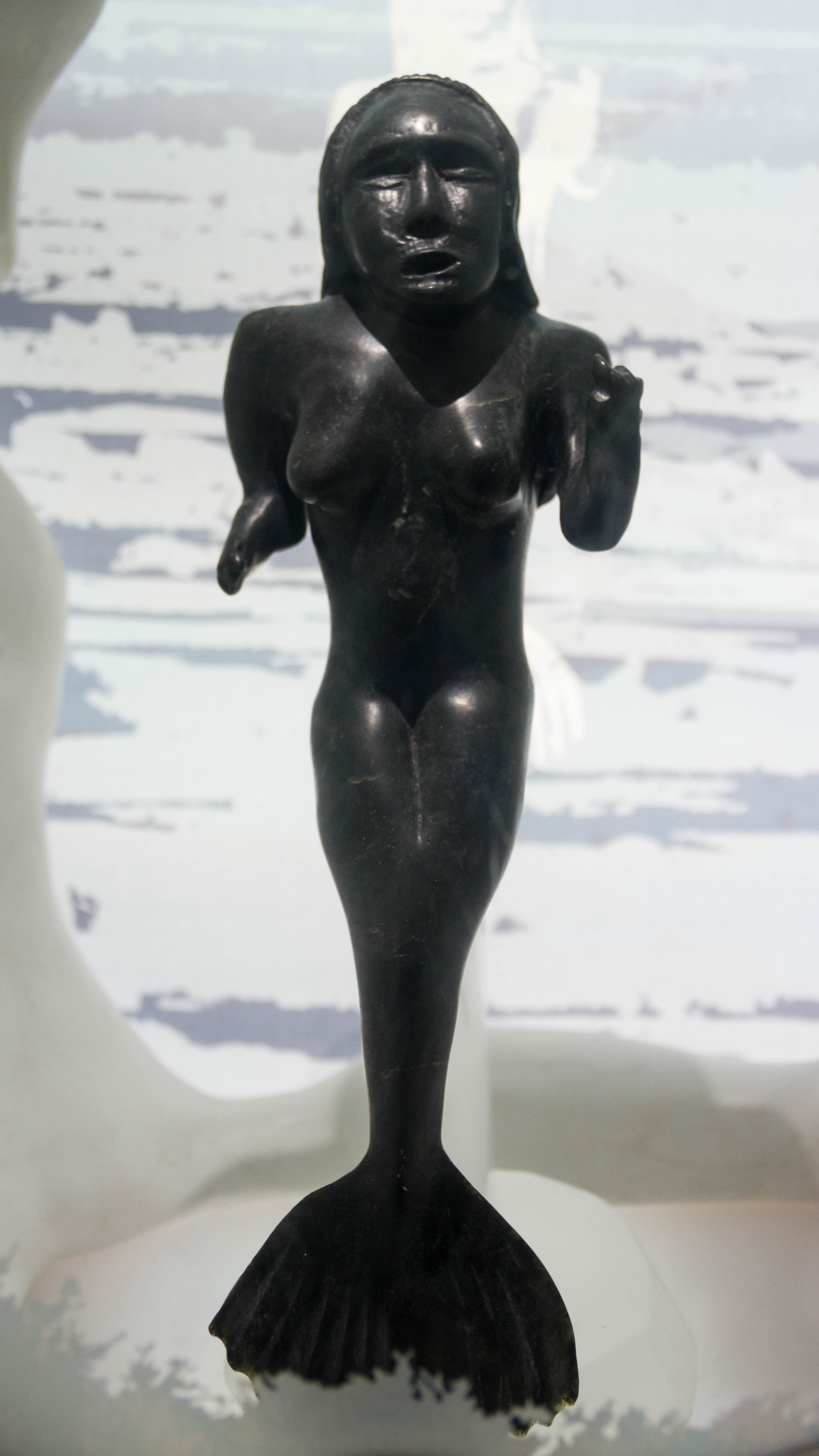
منحوتة للإلهة سِدنا وهي على شكل حورية بحر.

سِدنا ((بالإنكتيتوتية: ᓴᓐᓇ سَنَّا، وسابقًا، سِدنا أو سِيدنا (بالإنجليزية: Sanna, Sedna or Sidne)‏) هي إلهة البحر والحيوانات البحرية في أساطير الإنويت، والمعروفة أيضًا باسم أم البحر أو سيدة البحر. تعرف سِدنا أيضًا باسم أرناكواغسك أو أرناكواساك (بالجرينلاندية) وساسوما أرنا ويعني (أم الأعماق، في غرب جرينلاند) ونِريفيك ويعني (الطاولة، في شمال جرينلاند) أو نوليجوك في (مقاطعة كيواتين، الأقاليم الشمالية الغربية، كندا). وتُعرف أحيانًا بأسماء أخرى من قبل مجموعات مختلفة من الإنويت مثل أرنابكابفالوك ويعني (امرأة كبيرة سيئة) وهو عند الإنويت النحاسي في منطقة خليج كورونيشن، وتدعى باسم تاكاناكابسالوك أو تاكانالوك في بلدة إغلوليك. وفي جزيرة كيلينيك، في منطقة لابرادور، تمت الإشارة إليها على أنها «عجوز تسكن في البحر». إنَّ قصة سِدنا تصف، وهي أسطورة عن الخلق، كيف أصبحت حاكمة على أدلايفون، عالم الإنويت السفلي.